# Samishii Nettaigyo
 (mars 2012).
Si vous disposez d'ouvrages ou d'articles de référence ou si vous connaissez des sites web de qualité traitant du thème abordé ici, merci de compléter l'article en donnant les références utiles à sa vérifiabilité et en les liant à la section « Notes et références ».
Singles de Wink
Namida wo Misenaide
(1989) One Night in Heaven
(1989)
Samishii Nettaigyo (淋しい熱帯魚) est le 5e single de Wink.

## Présentation
Le single sort le 5 juillet 1989 au Japon sous le label Polystar. Il atteint la 1re place du classement de l'Oricon, dans la foulée des précédents tubes du groupe, Ai ga Tomaranai et Namida wo Misenaide ; il reste classé pendant 25 semaines, pour un total de 564 000 exemplaires vendus, devenant le 7e single le plus vendu de l'année au Japon, et remportant le grand prix aux 31st Japan Record Awards puis le meilleur prix au All Japan Cable Broadcast First Prize. À la suite de ces succès, Wink participera pour la première fois à l'émission musicale Kōhaku Uta Gassen de fin d'année.
La chanson-titre a été utilisée comme thème musical pour une publicité pour le produit Panasonic S Type. Elle figurera sur l'album Twin Memories qui sort en fin d'année, et sera interprétée sur l'album live Shining Star de 1990. Elle figurera aussi sur la plupart des compilations du groupe, dont Wink Hot Singles, Raisonné, Diary, Reminiscence, Wink Memories 1988-1996, Treasure Collection ; elle sera aussi remixée sur l'album Para Para Wink! de 2000 ; sa version instrumentale figurera sur les albums karaoke Fairy Tone de 1990 et Fairy Tone 2 de 1991.
La chanson en "face B", Senaka Made 500 (Gohyaku) Mile est une reprise de la chanson 500 Miles (Five Hundred Miles) de Hedy West sortie en single en 1963. Elle figurera sur la compilation de "faces B" Back to Front de 1995, et sa version instrumentale figurera aussi sur Fairy Tone de 1990.

## Liste des titres
Toutes les paroles sont écrites par Neko Oikawa (paroles originales de 500 Miles  : Hedy West).
| 1. | Samishii Nettaigyo (淋しい熱帯魚)        | Ozeki Yuji | 4:29 |
| 2. | Senaka Made 500 Mile (背中まで500マイル) | Hedy West  | 3:37 |